# Jessica Migliorini
Jessica Migliorini (Siena, 21 gennaio 1988) è una calciatrice italiana, di ruolo attaccante. È attualmente svincolata..

## Carriera

### Gli esordi
Nata a Siena ma residente a Roccastrada, nella Maremma grossetana, Migliorini muove coi maschi i primi passi, per poi imparare a conoscere ad alti livelli il calcio femminile nella formazione fiorentina del Rovezzano 1990. Con questa squadra, Migliorini esordisce in Serie A2, imponendosi come una delle migliori giovani della regione. Tuttavia, un serio infortunio ne rallenta l'ascesa, complice anche una stagione negativa del Rovezzano, che retrocede. Così Migliorini decide di cambiare aria, scendendo in Serie B per riprendersi dall'infortunio ed accasandosi a Siena, dove la squadra locale mira ad una salvezza tranquilla.

### I quattro anni a Siena, dalla B alla A
Tuttavia, la ripresa di Migliorini è molto più rapida del previsto e, ben presto, la ventenne punta maremmana forma con Immacolata Elia una coppia da 45 reti, trascinando il Siena ad una inimmaginabile promozione in A2, con ben tre giornate di anticipo. Nella gara decisiva contro il Salento Donne, dopo l'1-0 di Serena Ceci, Migliorini realizza la doppietta che dà il via alla festa, per poi chiudere la stagione con 22 segnature in 20 partite.

Nell'anno successivo, soffre un po' il ritorno alla Serie A2, con una squadra quasi interamente all'esordio nella categoria, e l'addio del partner d'attacco Elia, rimasta in B a Spello. L'estro di Migliorini torna tuttavia a poco a poco ad accendersi l'anno seguente, quando la numero 11 torna ad imporsi come il bomber indiscusso con 16 marcature e rispolverando la sua vena realizzativa su calcio piazzato.

È il preludio all'incredibile stagione 2011-2012, in cui il Siena si presenta con il chiaro intento di dare battaglia per la promozione alla Grifo Perugia. Migliorini realizza, in appena 21 gare, la bellezza di 39 marcature, un record reso ancora più impressionante dal fatto che quasi metà dei gol arrivano su calcio di punizione. La straordinaria performance le vale il titolo di capocannoniere del Torneo, con un gol di vantaggio su Mortolini del Perugia, ma non la promozione, che va comunque alla formazione umbra.

Tuttavia, la riforma del calcio femminile in atto per allargare la Serie A a 16 squadre prevede un play-off fra le seconde classificate dei quattro gironi, dal quale deve scaturire un'ulteriore promozione. Il Siena è indicato dagli addetti ai lavori con appena il 10% dei pronostici, tuttavia Migliorini è ancora protagonista e, dopo aver realizzato uno degli undici rigori che permettono al Siena di battere la Res Roma, mette a segno in finalissima il gol vittoria che permette al Siena di sconfiggere il Fiammamonza e di essere promosso in Serie A.

### L'esordio in A a Perugia
Il Siena non dispone delle risorse economiche per disputare la Serie A, ma dopo la strepitosa stagione appena conclusa Migliorini ha l'imbarazzo della scelta per esordire in massima serie. Alla fine, per motivi di comodità, la scelta ricade sulla Grifo Perugia. L'ambientamento nella nuova squadra e nella nuova realtà, di fronte alle migliori squadre d'Italia, non è dei più semplici, ma Migliorini riesce comunque a realizzare, in 19 presenze, le sue prime tre reti in Serie A, prima di interrompere a metà la sua esperienza per un grave lutto familiare.

### Il ritorno a Siena e l'addio al calcio
Dopo un periodo di riflessione, Migliorini decide di ricominciare dalla squadra che l'aveva lanciata, e che sta cercando di ripartire dopo la rinuncia alla Serie A. Ancora una volta, Migliorini riprende confidenza col calcio giocato, chiudendo la stagione con lo stesso numero di reti che l'avevano consacrata capocannoniere nell'ultima stagione a Siena e laureandosi di gran lunga capocannoniere della Serie C. Ancora una volta, come già era successo in quella stagione, il Siena chiude al secondo posto. Parte forte anche nella successiva stagione, ma dopo un ottimo girone di andata, le vicissitudini economiche del Siena - che comunque riuscirà a chiudere al primo posto il campionato - spingono la punta maremmana a chiudere anzitempo la propria secondo esperienza in bianconero.
Al termine della stagione, nonostante le molteplici offerte, all'età di soli 27 anni Migliorini decide di appendere le scarpette al chiodo.

## Statistiche
| Stagione       | Squadra        | Campionato     | Campionato | Campionato | Coppe nazionali | Coppe nazionali | Coppe nazionali | Altre Competizioni | Altre Competizioni | Altre Competizioni | Totale | Totale |  |
| Stagione       | Squadra        | Comp           | Pres       | Reti       | Comp            | Pres            | Reti            | Comp               | Pres               | Reti               | Pres   | Reti   |  |
| -------------- | -------------- | -------------- | ---------- | ---------- | --------------- | --------------- | --------------- | ------------------ | ------------------ | ------------------ | ------ | ------ |  |
| 200?-2008      | Rovezzano 1990 | A2             | ?          | ?          | CI              | ?               | ?               | -                  | -                  | -                  | ?      | ?      |  |
| 2008-2009      | Siena          | B              | 22         | 19         | CI              | -               | -               | -                  | -                  | -                  | 22     | 19     |  |
| 2009-2010      | Siena          | A2             | 22         | 7          | CI              | 2               | 2               | -                  | -                  | -                  | 24     | 9      |  |
| 2010-2011      | Siena          | A2             | 22         | 14         | CI              | 4               | 3               | -                  | -                  | -                  | 26     | 17     |  |
| 2011-2012      | Siena          | A2             | 23         | 40         | CI              | 1               | 1               | -                  | -                  | -                  | 24     | 41     |  |
| Totale Siena   | Totale Siena   | Totale Siena   | 89         | 80         |                 | 7               | 6               |                    | -                  | -                  | 96     | 86     |  |
| 2012-2013      | Grifo Perugia  | A              | 20         | 3          | CI              | 1               | 0               | -                  | -                  | -                  | 21     | 3      |  |
| Totale Perugia | Totale Perugia | Totale Perugia | 20         | 3          |                 | 1               | 0               |                    | -                  | -                  | 21     | 3      |  |
| 2013-2014      | Siena          | C              | 19         | 39         | -               | -               | -               | C.T.               | 5                  | 9                  | 24     | 48     |  |
| 2014-2015      | Siena          | C              | 11         | 14         | -               | -               | -               | C.T.               | 2                  | 4                  | 13     | 18     |  |
| Totale Siena   | Totale Siena   | Totale Siena   | 30         | 53         |                 | -               | -               |                    | 7                  | 13                 | 37     | 66     |  |
| Totale         | Totale         | Totale         | 139        | 136        |                 | 8               | 6               |                    | 7                  | 13                 | 154    | 155    |  |

Legenda:
- C.T.= Coppa Toscana (calcio femminile)

## Palmarès

### Club
- Campionato italiano di Serie A2: 1

Siena: 2011-2012
- Campionato italiano di Serie B: 2

Siena: 2008-2009
- Serie C (calcio femminile): 1

Siena: 2014-2015

### Individuale
- Capocannoniere della Serie A2: (2011-2012)
- Capocannoniere della Serie C Toscana: (2013-2014)